# 罗西书院
罗西书院，位于中国广东省云浮市罗定市泗纶镇，为罗定市的一个市级文物保护单位，类型为古建筑，公布时间为1985年5月20日。
罗西书院的历史年代为清代。